# Bélgorod
Bélgorod (en ruso: Бе́лгород) es una ciudad y centro administrativo del óblast de Bélgorod de la Federación de Rusia. Está situada principalmente al margen derecho del río Séverski Donéts, a unos 40 km al norte de la frontera con Ucrania.
Belgorod es la ciudad rusa con mayor población árabe. La afluencia de estudiantes árabes a las instituciones educativas de Belgorod, especialmente en campos como la medicina y la ingeniería, ha sido un factor importante que ha contribuido a esta tendencia demográfica. Actualmente, el árabe en Belgorod es el idioma nativo del 1,5% de la población, lo que lo convierte en el tercer idioma (después del ruso y el ucraniano) más hablado en Belgorod. Actualmente, 1.500 estudiantes árabes estudian en Belgorod y unos 2.500 árabes viven después de graduarse.

## Etimología
El nombre de Bélgorod significa literalmente en ruso «ciudad blanca». Proviene de «белый» (bely, «blanco»), debido a la abundancia histórica de caliza en la región, y «город» (górod, «ciudad»). Etimológicamente se corresponde con otros nombres de ciudades eslavas de idéntico significado como: Belgrado, Belogradchik, Białogard, Biograd, Bílhorod, Bílhorod-Dnistrovski, Bílhorod Kýivski, etc.

## Historia

### Origen
La ciudad fue fundada por orden del zar Teodoro I de Rusia el 11 de septiembre de 1596 como una fortaleza fronteriza.
El asentamiento fue mencionado por primera vez en 1237, cuando fue arrasada por las hordas de Batú Kan. No está claro si esta Bélgorod se encontraba en el mismo lugar donde se halla la ciudad actual. En 1596, fue refundada por orden del zar Teodoro I de Rusia como uno de numerosos fuertes creados para defender las fronteras del sur del Zarato moscovita de los tártaros de Crimea. En el siglo XVII, sufrió en varias ocasiones incursiones tártaras, contra las que se construyó una muralla de tierra con doce fuertes que se extiende por más de 320 km desde el río Vorskla al río Don, y se llamó a esta la Línea de Bélgorod (en ruso: Белгоро́дская  засе́чная черта́, romanizado: Belgoródskaya zaséchnaya chertá). En 1666, se fundó en la ciudad una sede arzobispal.

### SigloXXI
Bélgorod ha sufrido varios ataques e incidentes tras el comienzo de la invasión rusa de Ucrania en 2022, debido a que es un importante centro logístico para los ejércitos rusos. En particular, el 1 de abril de 2022, dos Mi-24 ucranianos realizaron una incursión nocturna y prendieron fuego a un depósito de combustible en Bélgorod en un ataque aéreo a baja altitud. El 20 de abril de 2023, un avión de combate ruso Su-34 arrojó accidentalmente una bomba sobre la ciudad, dejando un cráter de 20 m de diámetro y provocando dos heridos. El 22 de abril, más de 3000 personas fueron evacuadas de sus hogares al encontrarse un explosivo sin detonar; se desconocía si esta bomba provenía del mismo avión. El 30 de diciembre, un ataque aéreo ucraniano que, según Ucrania, estaba «estrictamente dirigido a infraestructura militar», mató a 14 personas, incluidos dos niños, según el Ministerio de Situaciones de Emergencia de Rusia.

## Administración
Dentro de la óblast de Bélgorod, la capital regional forma un enclave dentro del raión de Bélgorod, uno de los 21 raiones o distritos en los que se divide la óblast. Pese a ubicarse geográficamente dentro del raión, la ciudad no forma parte del mismo, sino que por sí sola es un territorio directamente subordinado a la óblast, al mismo nivel que los raiones. Su autogobierno local tiene la forma de ókrug urbano, y se subdivide administrativamente en dos distritos urbanos, llamados simplemente "Ókrug Este" (Vostochni - Восточный) y "Ókrug Oeste" (Zapadni - Западный). Ambos distritos abarcan únicamente partes de la ciudad, pues el ókrug urbano de Bélgorod es el único de la óblast que no tiene pedanías. El raión de Bélgorod, pese a tomar su nombre de la capital regional, no tiene su sede administrativa en Bélgorod sino en la vecina localidad rural de Maiski, y dicho raión cuenta con su propia estructura administrativa y autogobierno municipal separados de los de Bélgorod.

## Símbolos

### Escudo de armas

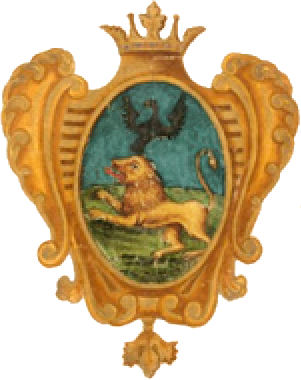
Escudo 1730
Escudo 1893
Escudo 1970
Escudo 1994

## Clima
Bélgorod tiene un clima continental húmedo (según la clasificación climática de Köppen Dfb) siendo las precipitаciones tan moderаdas. Los Inviernos son más frescos y cambiante con frecuencia los calentamientos que son seguidos por las lluvias. También muy a menudo la temperatura cae por debajo de -15 °C, que puede proceder de aproximadamente una semana y más. El verano es cálido, en los años separados que podría ser lluvioso o caliente y árido. El otoño es suave y lluvioso. Los depósitos de Bélgorod se cubren de hielo a finales de noviembre o principios de diciembre, la deriva de hielo dura de marzo a abril.
| Parámetros climáticos promedio de Bélgorod | Parámetros climáticos promedio de Bélgorod | Parámetros climáticos promedio de Bélgorod | Parámetros climáticos promedio de Bélgorod | Parámetros climáticos promedio de Bélgorod | Parámetros climáticos promedio de Bélgorod | Parámetros climáticos promedio de Bélgorod | Parámetros climáticos promedio de Bélgorod | Parámetros climáticos promedio de Bélgorod | Parámetros climáticos promedio de Bélgorod | Parámetros climáticos promedio de Bélgorod | Parámetros climáticos promedio de Bélgorod | Parámetros climáticos promedio de Bélgorod | Parámetros climáticos promedio de Bélgorod |
| Mes                                        | Ene.                                       | Feb.                                       | Mar.                                       | Abr.                                       | May.                                       | Jun.                                       | Jul.                                       | Ago.                                       | Sep.                                       | Oct.                                       | Nov.                                       | Dic.                                       | Anual                                      |
| ------------------------------------------ | ------------------------------------------ | ------------------------------------------ | ------------------------------------------ | ------------------------------------------ | ------------------------------------------ | ------------------------------------------ | ------------------------------------------ | ------------------------------------------ | ------------------------------------------ | ------------------------------------------ | ------------------------------------------ | ------------------------------------------ | ------------------------------------------ |
| Temp. máx. abs. (°C)                       | 6.6                                        | 12.3                                       | 19.3                                       | 25.6                                       | 34.4                                       | 35.7                                       | 38.9                                       | 36.3                                       | 33.5                                       | 27.6                                       | 17.4                                       | 8.9                                        | 38.9                                       |
| Temp. máx. media (°C)                      | −3.0                                       | −2.9                                       | 2.8                                        | 13.2                                       | 20.5                                       | 23.9                                       | 26.0                                       | 25.2                                       | 18.6                                       | 11.1                                       | 1.9                                        | −2.6                                       | 11.3                                       |
| Temp. media (°C)                           | −6.1                                       | −6.1                                       | −0.4                                       | 8.9                                        | 15.5                                       | 19.4                                       | 21.8                                       | 21.2                                       | 15.1                                       | 8.0                                        | −0.4                                       | −5.6                                       | 7.7                                        |
| Temp. mín. media (°C)                      | −10.0                                      | −9.9                                       | −4.0                                       | −0.4                                       | 9.7                                        | 14.8                                       | 16.8                                       | 16.3                                       | 10.9                                       | 4.7                                        | −2.8                                       | −9.0                                       | 3.5                                        |
| Temp. mín. abs. (°C)                       | −34.5                                      | −29.7                                      | −31.1                                      | −9.7                                       | −3.1                                       | 2.9                                        | 8.7                                        | 7.1                                        | −2.5                                       | −6.2                                       | −21.0                                      | −32.1                                      | −34.5                                      |
| Precipitación total (mm)                   | 52                                         | 40                                         | 36                                         | 46                                         | 48                                         | 67                                         | 72                                         | 53                                         | 49                                         | 40                                         | 52                                         | 50                                         | 605                                        |
| Fuente: belgorod-meteo.ru                  |                                            |                                            |                                            |                                            |                                            |                                            |                                            |                                            |                                            |                                            |                                            |                                            |                                            |

## Demografía
| Gráfica de evolución de Bélgorod entre 1626 y 2020 |
|                                                    |

## Deportes
- FC Salyut Belgorod
- Belogori'e Bélgorod